# 바티스카프 트리에스테

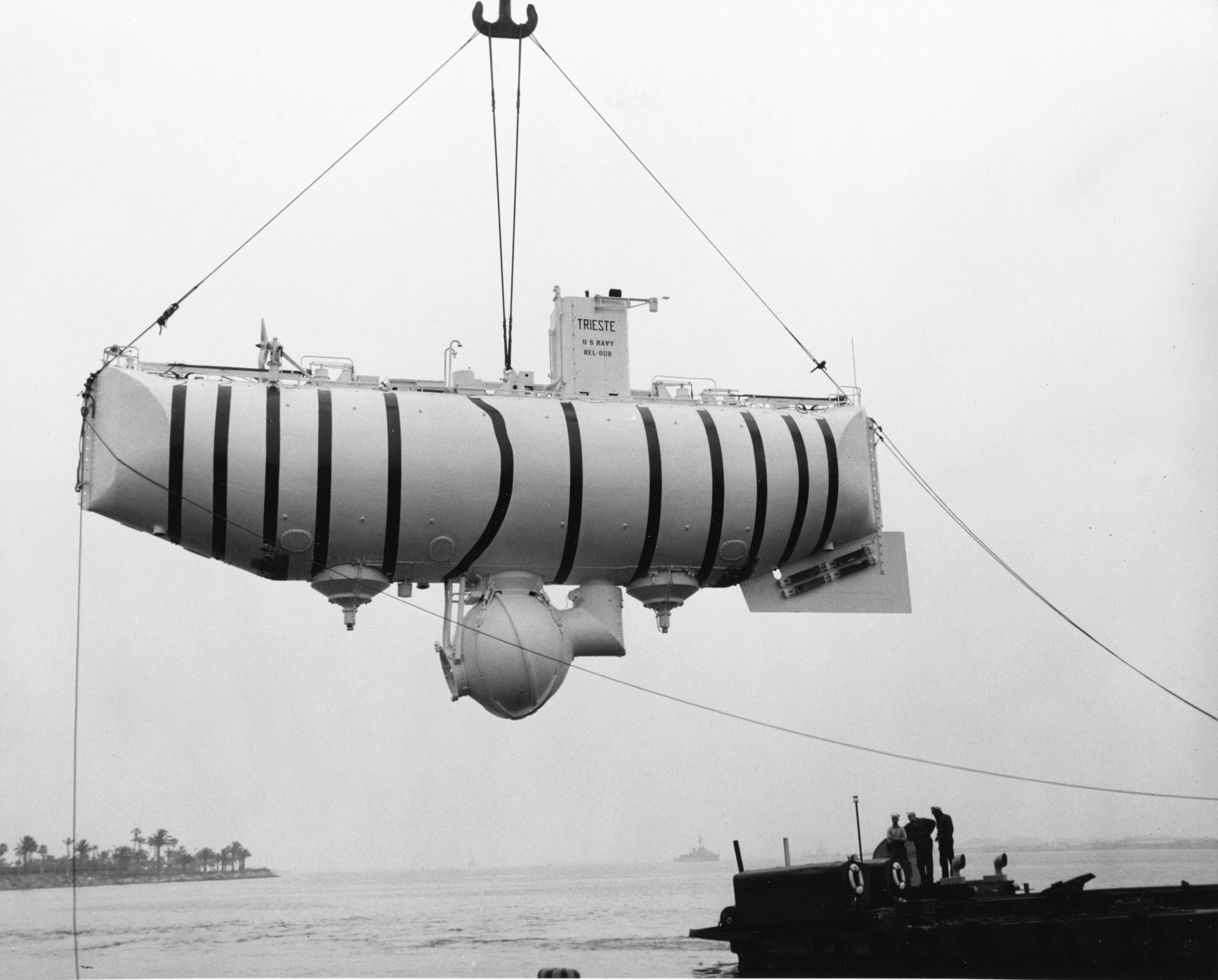
미국 해군에 팔린 직후인 1958년의 트리에스테 호.

바티스카프 트리에스테(Bathyscaphe Trieste)는 스위스에서 설계하고 이탈리아에서 건조한 바티스카프이다. 최대 승무원은 2명이었다. 1960년 1월 23일 바티스카프의 설계자 오귀스트 피카르의 아들 자크 피카르와 미국 해군 장교 돈 왈시가 수심 10,911 미터의 마리아나 해구 챌린저 해연에 최초로 도달(넥톤 계획)함으로써 지구에서 가장 깊은 바다의 잠수에 성공했다.